# Curculionidae
Los curculiónidos (Curculionidae), conocidos como gorgojos y picudos, son una familia de coleópteros herbívoros, la más importante y diversa de la superfamilia Curculionoidea. Son una de las familias más grandes de animales con 5489 géneros y 86 100 especies en el mundo.
Incluyen a los escolitinos como la subfamilia Scolytinae, cuya forma  está modificada de acuerdo con su estilo de vida perforador de madera. No se parecen mucho a otros gorgojos, por lo que tradicionalmente se consideraban una familia distinta, Scolytidae. La familia también incluye el escarabajo de la ambrosía, de los cuales la actual subfamilia Platypodinae se consideraba anteriormente como la familia distinta Platypodidae.
Son fitófagos (se nutren con alimentos vegetales) y algunos son plagas dañinas para la agricultura. Unos pocos son usados como controles biológicos de malezas invasoras.

## Características
Se caracterizan por tener el aparato bucal masticador en el extremo de una probóscide o rostro que puede ser relativamente masiva, o larga y estrecha, según las especies. Las antenas, de extremo en forma de maza, quedan resguardadas en unos surcos a lo largo de la probóscide. El cuerpo es masivo, generalmente pequeño cuando se compara con otros escarabajos, y está recubierto por un caparazón duro. Es una de las familias de animales más diversa y rica en especies.
Los gorgojos pueden ser sólidos o muy coloridos. En algunas especies el cuerpo está cubierto de pelo o, de forma similar al cuerpo de la mariposa, de escamas. Escamas de diferentes colores o un mosaico de áreas escamosas y desnudas pueden crear un patrón sorprendente. Algunas especies que viven en el fondo acumulan una costra de tierra o partículas de detritos en sus cuerpos (generalmente fijada por pelos especiales en forma de gancho o maza) y luego están muy bien camufladas.
Las patas están muy desarrolladas (para caminar lentamente). Algunas especies, como el gorgojo saltador del haya, pueden incluso saltar. Los patas tienen cinco segmentos, pero el cuarto segmento a menudo sólo es vagamente visible. Las partes inferiores de las patas, especialmente el tercer segmento agrandado, están densamente cubiertas de pelo. Se utilizan para agarrarse a superficies lisas. Las alas suelen estar desarrolladas, pero también pueden faltar (por ejemplo en los gorgojos negros de la vid (Otiorhynchus)).
La mayoría de los gorgojos se alimentan de plantas como larvas y adultos, e incluyen plagas importantes de plantas cultivadas que mastican agujeros en frutas, nueces y otras partes. El probóscide largo que poseen la mayoría de los gorgojos adultos es utilizada por hembras para ayudar a poner huevos (ovipositar) dentro del tejido vegetal. Algunas se alimentan de madera podrida o corteza (p. ej., Cossoninae y Cryptorhynchinae), y algunas son barrenadores de madera que se alimentan de hongos ambrosía (Platypodinae y algunos Scolytinae).

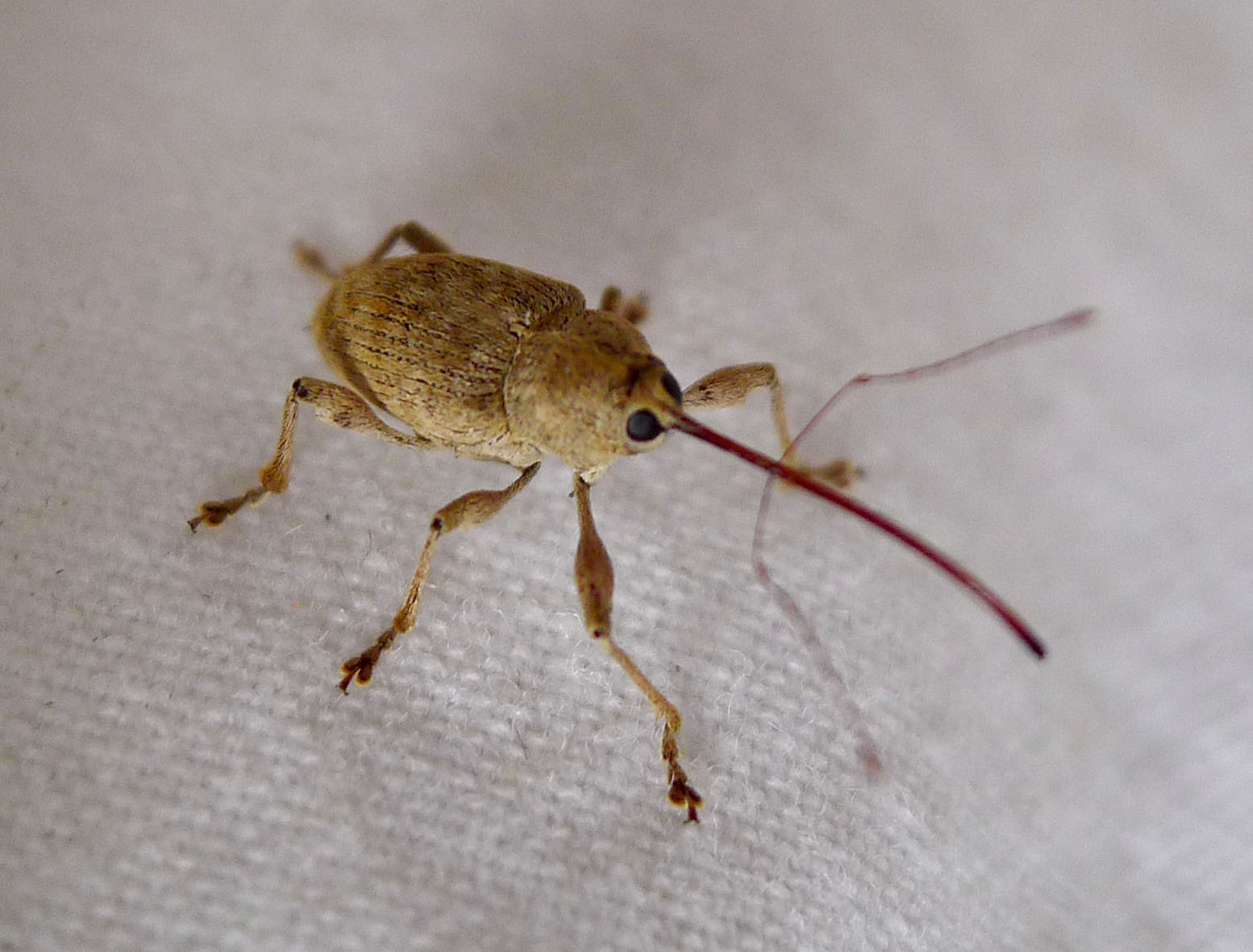
Curculio elephas

Aunque históricamente la resistencia a los pesticidas no ha sido un problema con estos insectos, recientemente se descubrió una mutación en asociación con el canal de sodio dependiente de voltaje en la especie Sitophilus zeamais, lo que indica que hay mucho para aprender cómo estos insectos se adaptan a entornos cambiantes.

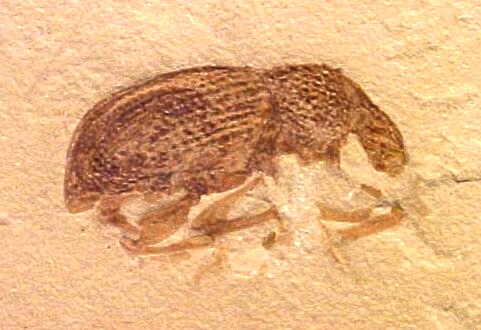
Gorgojo fósil del Eoceno

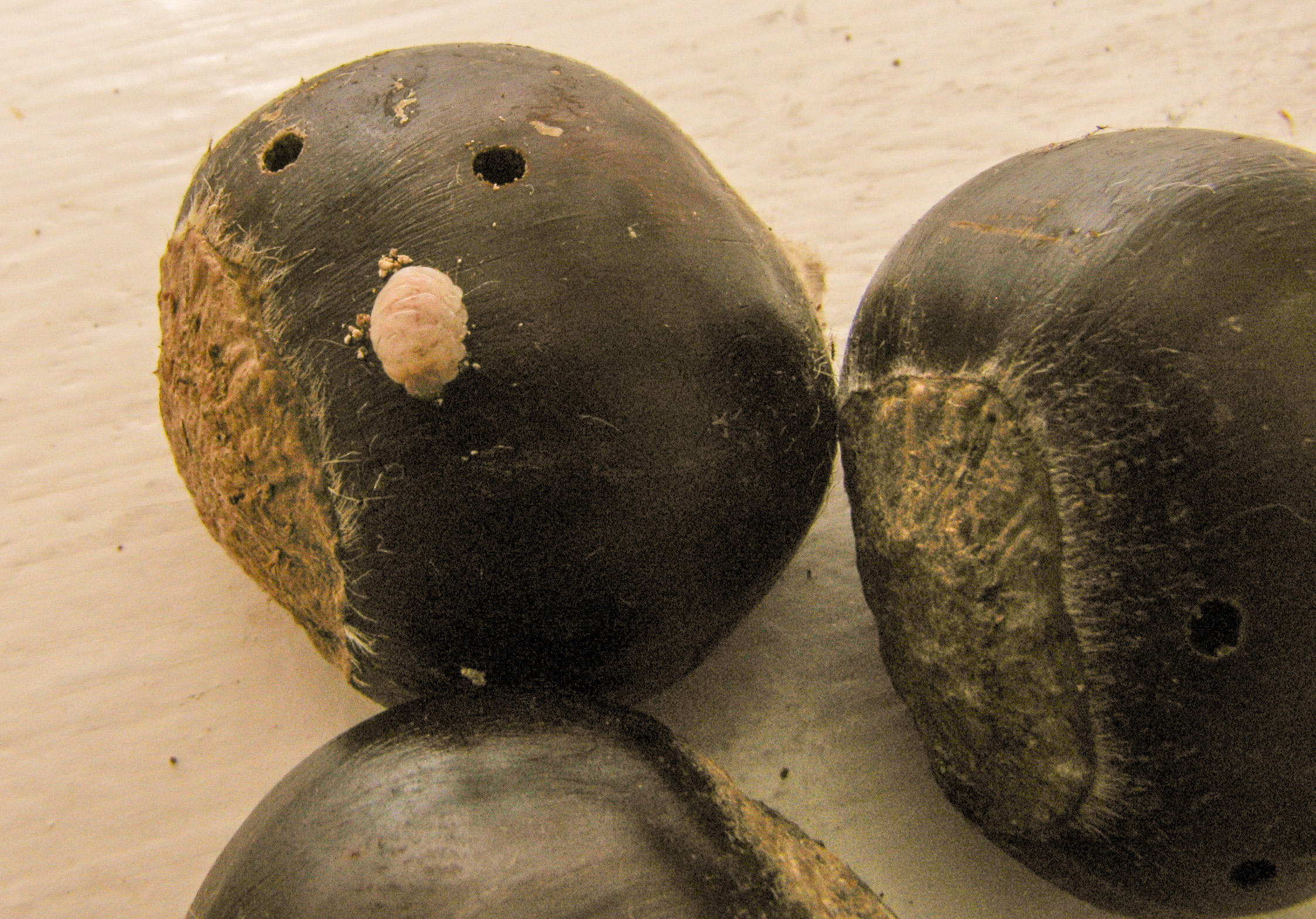
Larva de Curculio emergiendo de una bellota de castaño chino

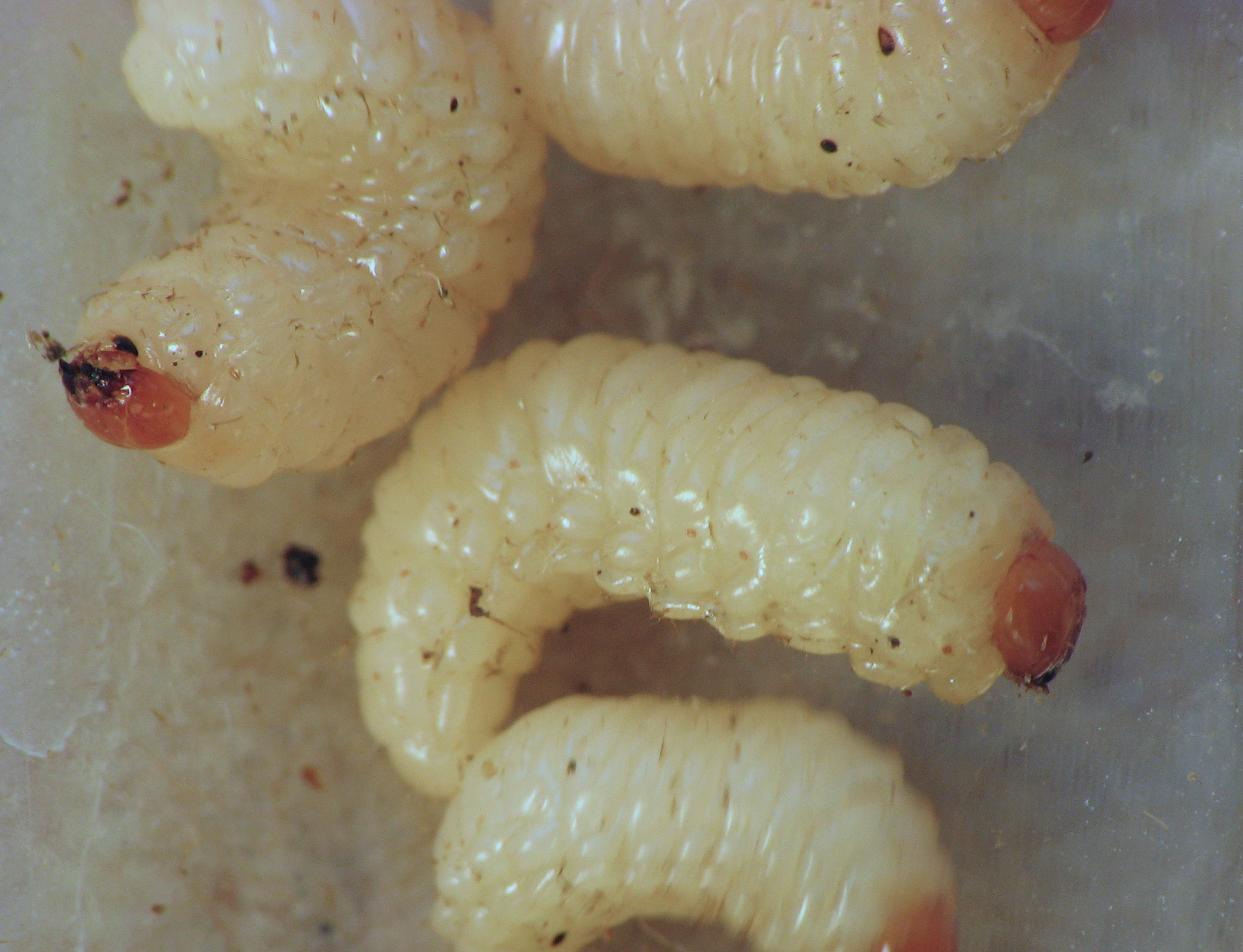
Curculio, larva escarabeiforme

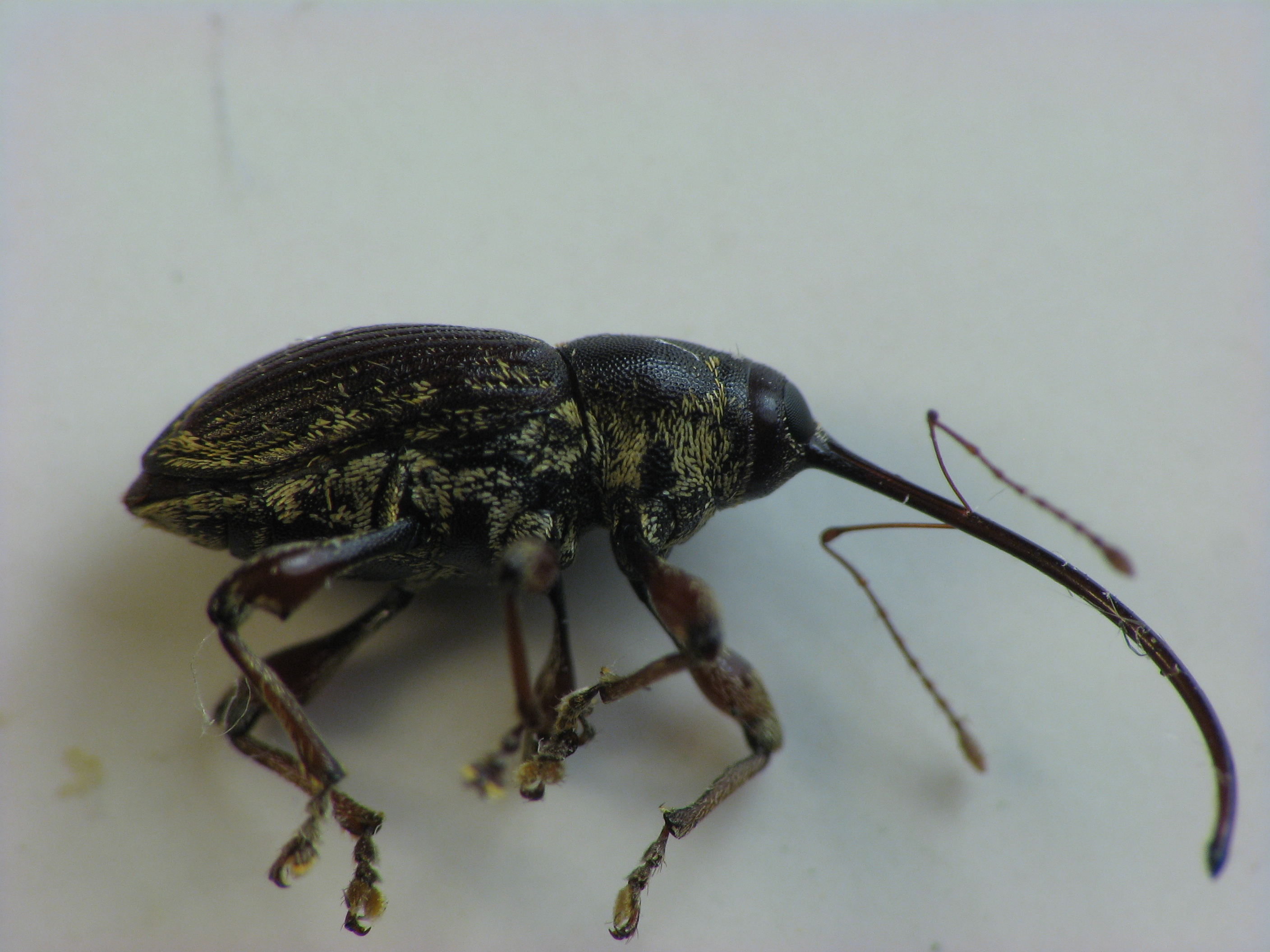
Curculio sayi

## Comportamiento
Cuando se les molesta, los curculiónidos adultos suelen hacerse los muertos tumbándose inmóviles sobre la espalda.
Muchas especies de gorgojos son plagas comunes de hogares y jardines, pero no dañan a personas, mascotas o edificios. Su presencia es más bien una molestia temporal. En zonas tropicales tienen efectos mayores, concretamente varias especies de los géneros Conotrachelus y Copturus.
Cylas formicarius' se ha observado una mayor cantidad de supresión de la endogamia de lo que es normal para la población media de gorgojos, tanto intraespecífica como interespecífica.
Los escarabajos y las larvas de casi todas las especies son fitófagos, es decir, se alimentan de plantas.
Si bien también hay generalistas (polifagia), la mayoría de las especies están especializadas en alimentarse de una (monofagia) o de unas pocas especies de plantas relacionadas (oligofagia). 

### Desarrollo larvario

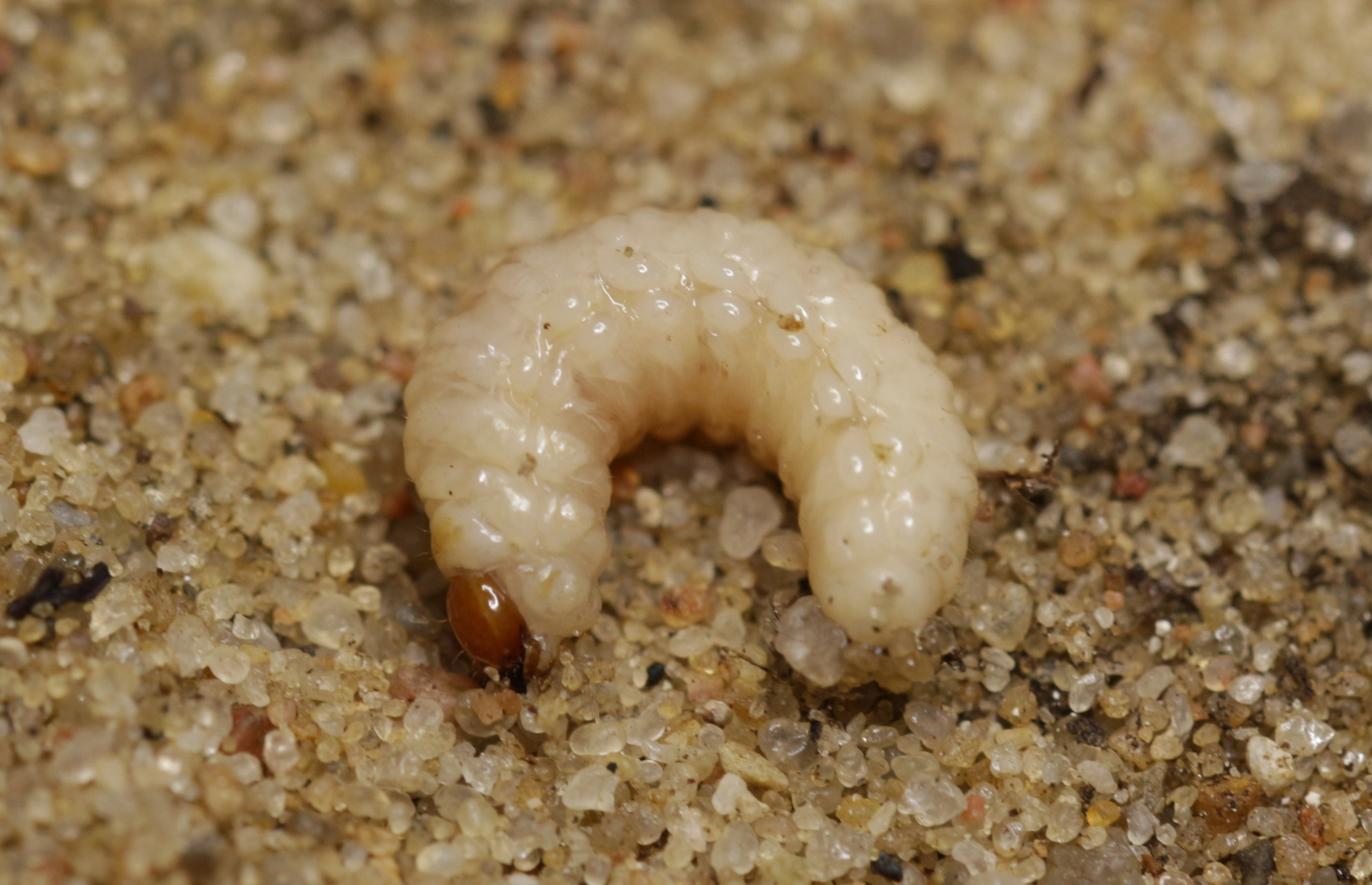
Larva endofaga del gorgojo del berro de pantano, extraída de la planta para fotografiarla.

Las mayores diferencias entre los estilos de vida de las distintas especies de gorgojos radican en cómo y dónde se desarrollan sus larvas.
Las larvas sin patas suelen desarrollarse en el interior de la planta (endofagas), a diferencia de las larvas del escarabajo de la hoja. Dependiendo de la especie, la pupación puede tener lugar dentro o fuera de la planta. Generalmente sólo hay una generación por año. En algunas especies alpinas, el desarrollo tarda más de un año. La hibernación ocurre a menudo, pero no siempre, en la etapa imaginal.

#### En partes de plantas
Los gorgojos utilizan casi todos los tejidos de casi todas las especies vegetales. Incluso plantas tan diminutas como la lenteja de agua son infestadas por una especie especializada (Tanysphyrus lemnae).
La mayoría de las especies se desarrollan en los tallos, raíces o frutos de sus plantas hospedadoras. Las especies que se desarrollan en el tallo incluyen las especies del género Lixus, que por ello también se conocen como gorgojos del tallo. El desarrollo en ramitas es más raro y ocurre en especies del género Molytinae. Los gorgojos de la estepa suelen desarrollarse en las raíces. También se encuentran especies que se alimentan de semillas, como el barrenador de la bellota y el gorgojo de la nuez. Las larvas del género Elaeidobius se desarrollan en las flores masculinas muertas de la palma aceitera; los escarabajos adultos son los polinizadores más importantes de esta especie de planta.

También hay especies cuyas larvas mineras emergen. Estos incluyen principalmente los gorgojos de la primavera (Curculioninae: Rhamphini), como el gorgojo de la primavera.

Una característica especial son las larvas de los escarabajos de la corteza, que se desarrollan bajo la corteza de los árboles. Algunas especies cultivan allí setas de las que se alimentan. Sin embargo, también hay especies de descortezadores que se desarrollan en plantas herbáceas.

### Larvas de vida libre
Las larvas que no se desarrollan dentro de su planta huésped se denominan ectófagas. Las larvas de Entiminae, que incluyen los gorgojos negros de la vid, los gorgojos verdes y los escarabajos del borde de las hojas, viven libremente en el suelo. Allí se alimentan de raíces de plantas, en su mayoría polífagas no especializadas, pero en parte también oligo o monófagas.
Las larvas de vida libre, que viven sobre el suelo en sus plantas hospedantes como las orugas, son más raras. Son típicas de la subfamilia Hyperinae. Las especies del género Cionus ( Curculioninae : Cionini ) también tienen larvas de vida libre. Algunas especies del género Bagous (subfamilia Bagoinae) tienen larvas ectófagas que viven por encima o por debajo de la superficie del agua, dependiendo de la planta huésped.

### Agallas de plantas
Varias especies hacen que su planta huésped produzca crecimientos. Las larvas del gorgojo se desarrollan en estas agallas de las plantas. Existen diferentes tipos de hiel. En la linaza, Rhinusa linariae se desarrolla en las agallas de las raíces, Rhinusa pilosa en las agallas de los brotes y Rhinusa antirrhini en las cápsulas de las semillas, donde las semillas se hinchan debido a la infestación.
En algunas especies, las larvas se desarrollan en agallas extrañas, como en el caso del barrenador de las agallas del sauce. Se alimentan únicamente del tejido biliar ( Curculio villosus en el caso de las agallas de la avispa biliar Biorhiza pallida ) o bien, además, de los huevos o larvas del organismo formador de agallas (p. ej. Archarius crux ). Si solo se come el tejido biliar, la larva formadora de agallas puede morir de hambre incluso aunque la larva del gorgojo no la coma. En el género Rhinusa hay especies que viven específicamente en las agallas de otra especie del mismo género.

## Filogenia y sistemática
La filogenia de los curculiónidos es compleja; con más de 40 000 especies, el debate acerca de las relaciones entre géneros y subfamilias ha sido muy fuerte. En 1997 se realizó un análisis que buscó reconstruir la filogenia de este grupo basándose en aspectos morfológicos de las larvas.
Se reconocen alrededor de dos docenas de subfamilias, no siendo estas comparables entre autores. Solo son consideradas universalmente como subfamilias Baridinae, Cossoninae, Curculioninae, Cyclominae, Entiminae, Molytinae, Platypodinae y Scolytinae. Entre los esquemas taxonómicos, cada autor crea subfamilias adicionales, une taxones o segrega otros y existe muy poco consenso entre autores sobre las jerarquías de taxón. En particular, la subfamilia Molytinae se ha visto muy cuestionada.
Las subfamilias consideradas válidas por al menos dos o más autores son, a la fecha:
- Bagoinae (algunos autores la incluyen dentro de Molytinae)
- Baridinae
- Brachycerinae (cuestionada)
- Ceutorhynchinae (incluida dentro de Baridinae, Curculioninae o Molytinae)
- Conoderinae (considerada dentro de Baridinae)
- Cossoninae
- Cryptorhynchinae (considerada dentro de Curculioninae)
- Curculioninae –
- Cyclominae
- Dryophthorinae (cuestionada)
- Entiminae – curculiónidos de nariz ancha.
- Erirhininae (considerada dentro de Brachycerinae)
- Gonipterinae (considerada dentro de Curculioninae)
- Hyperinae (considerada dentro de Molytinae)
- Leptoniinae (cuestionada)
- Lixinae (considerada dentro de Molytinae)
- Mesoptiliinae (considerada dentro de Molytinae)
- Molytinae
- Orobitidinae (considerada dentro de Baridinae)
- Platypodinae –
- Raymondionyminae (considerada dentro de Brachycerinae)
- Scolytinae –
- Xiphaspidinae (considerada dentro de Baridinae)

## Los curculiónidos y el control biológico
Muchos gorgojos o picudos son considerados plagas en los cultivos o de los alimentos almacenados, pero en algunas ocasiones, los gorgojos han funcionado perfectamente como controladores biológico de plantas no nativas. Uno de los primeros casos más sobresalientes fue documentado en Uganda. 

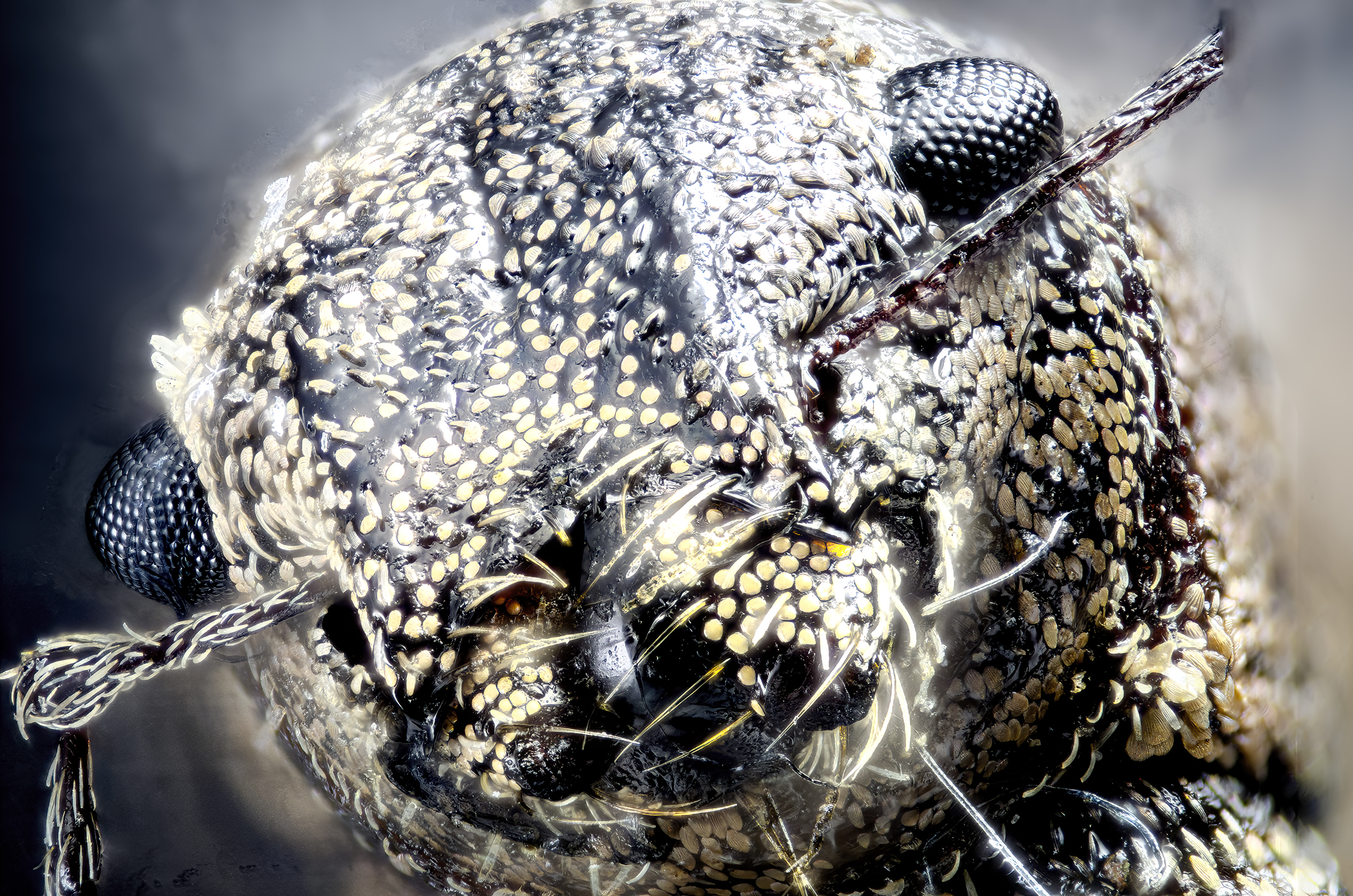
Gorgojo, detalle

En 1989 se informó de la aparición del lirio de agua (Eichhornia crassipes) en el lago Victoria. El lirio de agua, también conocido como lirio acuático o jacinto de agua (en inglés, water hyacinth o water lily), es una planta originaria de América del Sur y es considerada una maleza acuática. El desastre ecológico provocado por esta planta, introducida irresponsablemente en África, afectó al lago Victoria, y directamente a Tanzania, Kenia y principalmente a Uganda, donde las orillas del Lago Victoria vieron ocupadas casi un 80 % de su superficie. Esto impidió la pesca, el transporte y el uso de represas y canales de riegos, lo que afectó a cerca de 30 millones de personas. La aplicación de plaguicidas afectó a otras especies, tanto flora como fauna.
En 1996, una empresa australiana con experiencia en control biológico, junto con la ayuda de expertos africanos, introdujeron las especies Eochetina eichhorniae y Neochetina bruchi. Una cantidad de aproximadamente 100 000 gorgojos, principalmente de la segunda especie fueron arrojadas en los lirios de agua del lago Victoria. A finales de 1998, el lirio de agua prácticamente había desaparecido. La introducción del gorgojo no afectó a otras especies, ya que al no contar con su alimento principal, en este caso el lirio de agua, los gorgojos mueren.

## Algunas especies
- Gorgojo perforador del chopo: Cryptorhynchus lapathi
- Gorgojo carretero o gorgojo de las malvas: Lixus angustatus
- Gorgojo del pino: Dendroctonus frontalis, Hylobius abietis, entre otros
- Gorgojo del avellano: Curculio nucum
- Gorgojo negro del banano: Cosmopolites sordidus
- Gorgojo cigarrón: Rhynchophorus palmarum
- Gorgojo del eucalipto: Gonipterus scutellatus
- Gorgojo del girasol: Listroderes argentinensis Hust, L. costirrostris obliquus
- Picudo rojo: Rhynchophorus ferrugineus
- Gorgojo del café: Hypothenemus hampei
- Gorgojo del algodón: Anthonomus grandis
- Picudo del ají: Anthonomus eugenii